# 5090 Wyeth
5090 Wyeth eller 1980 CG är en asteroid i huvudbältet som upptäcktes den 9 februari 1980 av Harvard College Observatory. Den är uppkallad efter Stuart Wyeth, en amerikan som donerade ett teleskop till Harvard College Observatory.
Asteroiden har en diameter på ungefär 7 kilometer.